# Emmentaler

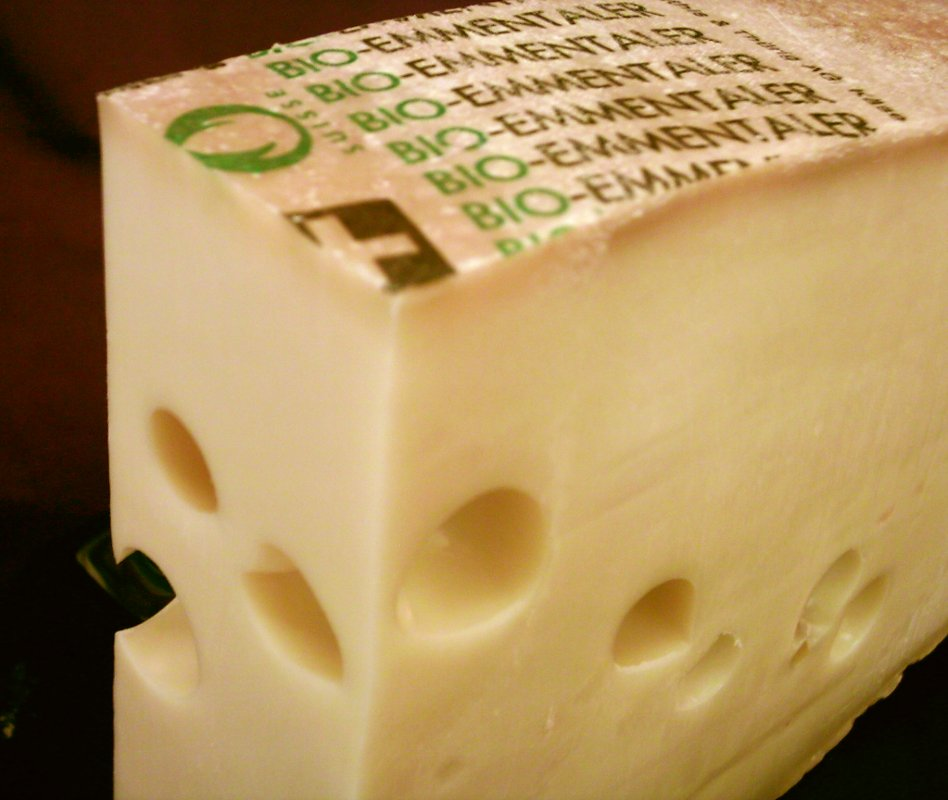
Emmentaler

Emmentaler ist ein Hartkäse, der ursprünglich aus dem Emmental in der Schweiz stammt und mittlerweile in verschiedenen Varianten weltweit hergestellt wird. Er enthält 45 Prozent Fett in der Trockenmasse. Er wird in Deutschland auch Schweizer Käse und in den USA Swiss cheese genannt.

## Geschichte
Bis Anfang des 19. Jahrhunderts wurde der Käse traditionell im Emmental aus Rohmilch und in Laiben von 70 bis 120 Kilogramm gekäst. Heute wird Emmentaler in den meisten käseherstellenden Ländern hergestellt.
Seit 1996 werden die Sorten Emmental de Savoie und Emmental français est-central als Produkte mit geschützter geografischer Angabe in der Database of Origin and Registration geführt.
Oft wird erwähnt, die Schweizerische Käseunion habe es verpasst, die Bezeichnung Emmentaler schützen zu lassen. Zu beachten ist, dass die Grundlage für den Markenschutz in Europa 1882 gelegt wurde – Emmentaler wurde jedoch schon damals ausserhalb der Schweiz produziert. Die Käseunion wurde erst 1920 gegründet. Damalige Anstrengungen, den Namen zu schützen, verliefen offenbar erfolglos. Heute wird die Bezeichnung Emmentaler oder Emmental weltweit für verschiedene Käse verwendet, die sich – abgesehen von den Löchern – zum Teil vom Original stark unterscheiden.
Ein Antrag des schweizerischen Bundesamtes für Landwirtschaft von 2004, die Bezeichnung «Emmentaler» als Herkunftsbezeichnung zu schützen, erntete Einsprüche von Frankreich bis Finnland, doch entschied das Schweizerische Bundesgericht im Herbst 2006, dass der Emmentaler als AOC – heute AOP – (als geschützte Ursprungsbezeichnung) eingetragen wird. Von 2010 bis 2017 lief ein Projekt der EU-Kommission, in welchem die Vermarktung und der Absatz des «Allgäuer Emmentalers» unter dem Begriff Weltgenusserbe Bayern gefördert wurde.
Durch seine grossen Löcher hat dieser Käse Eingang gefunden in Redewendungen wie «löchrig wie Emmentaler» oder «löchrig wie Schweizer Käse», was beispielsweise bedeutet, dass eine Regelung oder eine Absperrung aufgrund zahlreicher Ausnahmen bzw. Lücken untauglich ist.

## Herstellung

### Abhängigkeit von der verwendeten Milch
Während in der Schweiz, im Allgäu und im vorarlbergischen Bregenzerwald silofreie Rohmilch (→ Heumilch) verwendet werden muss, kommt in anderen Ländern für die Käseherstellung auch thermisch behandelte (>50 °C) oder pasteurisierte (72–75 °C) Milch zum Einsatz. Für ein Kilogramm Emmentaler werden etwa zwölf Liter Milch benötigt.
Seit 2015 darf in der Schweiz die Milch für die Herstellung von Emmentaler AOP auch mit einem automatischen Melksystem gemolken werden.

### Lochbildung

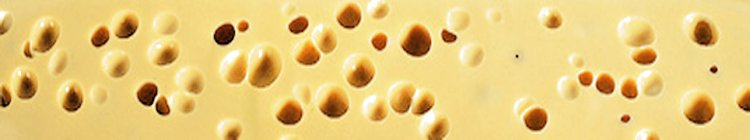
Löcher im Emmentaler

Typisch für den Emmentaler-Käse sind vor allem die grossen Löcher und das Aroma. Beides entsteht bei der Fermentierung durch Propionsäurebakterien, die aus Milchsäure in einer sekundären Fermentation Propionsäure, Essigsäure und Kohlenstoffdioxid bilden. Die Blasen aus Kohlenstoffdioxid bilden die Löcher im Käse. Diese entstehen an winzigen Heupartikeln, die als Auslöser der Gasbildung dienen. Durch Zugabe von Heustaub kann die Anzahl der Löcher geregelt werden, wie experimentelle Untersuchungen ergaben. Dies erklärt auch, warum der Emmentaler-Käse früher im Winter mehr Löcher aufwies – die Kühe standen im Winter im Stall und wurden mit Heu gefüttert – und warum bessere hygienische Bedingungen zu einer Verminderung der Anzahl der Löcher pro Volumen führten – aufgrund der besseren Hygiene, insbesondere durch Mikrofiltrierung der Milch, gelangte weniger Heustaub in den Käse. Um den charakteristischen Emmentaler-Käse zu erzeugen, muss daher seither ausser Milch, Lab und Propionibakterien-Kulturen auch Heustaub hinzugegeben werden.
Die Form der Löcher kann einen Hinweis auf die Qualität der Reife geben. Sind sie etwa nicht rund, sondern extrem oval und sehr klein oder gross, kann auf eine Fehlreifung geschlossen werden, solche Käse schmecken dann oft auch bitter oder anders unangenehm. Insbesondere der aus Rohmilch hergestellte Emmentaler kann bis zu 18 oder mehr Monaten gelagert werden und entwickelt dabei ein kräftigeres Aroma. Lange gereifte Emmentaler können in den Löchern Salzkristalle oder sogar eine «Träne» aus salzhaltigem Wasser aufweisen.

## Sorten

### Schweiz
Die Käsebezeichnung «Emmentaler» ist in der Schweiz klar definiert und Käsen aus Rohmilch vorbehalten.

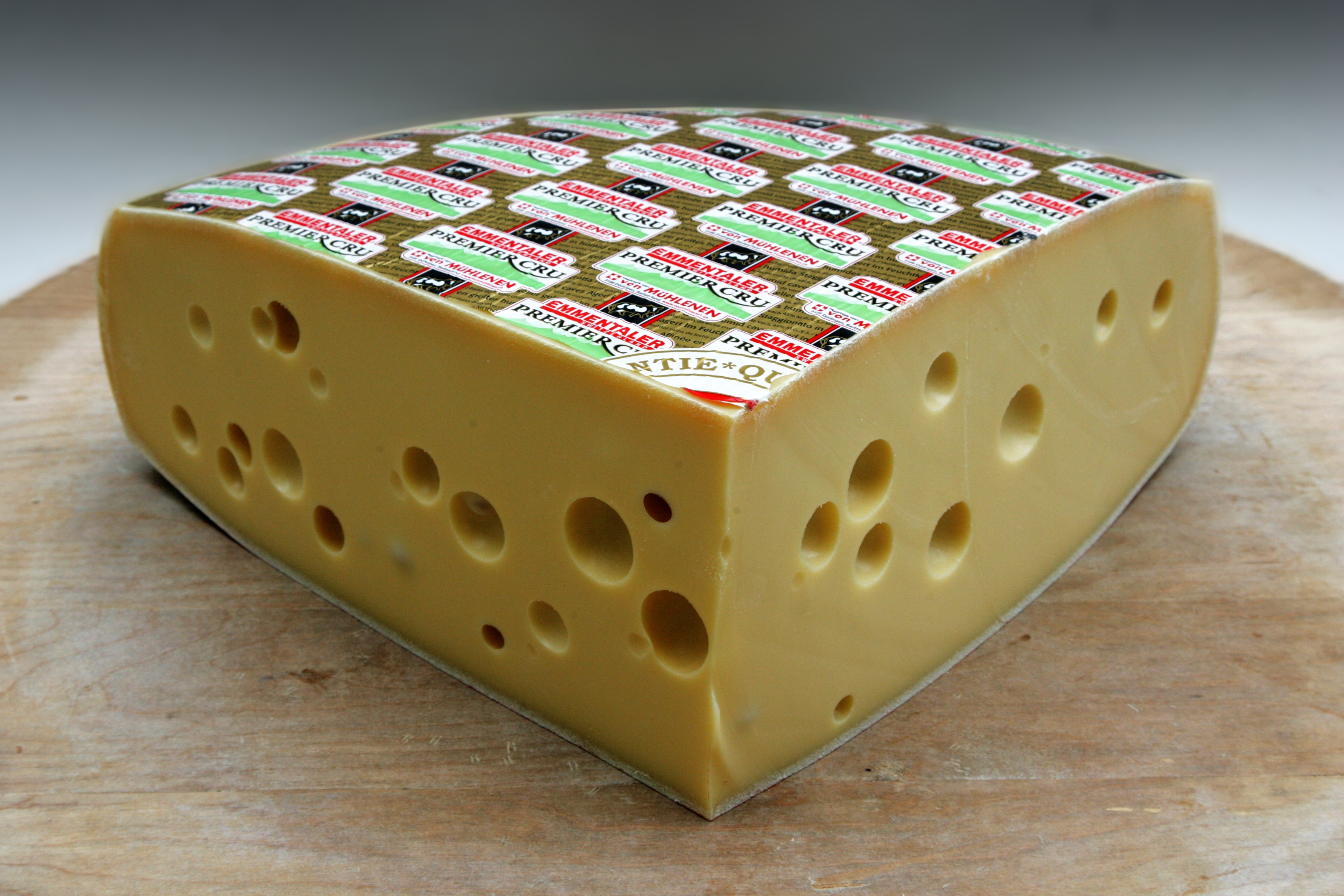
Emmentaler Premier Cru

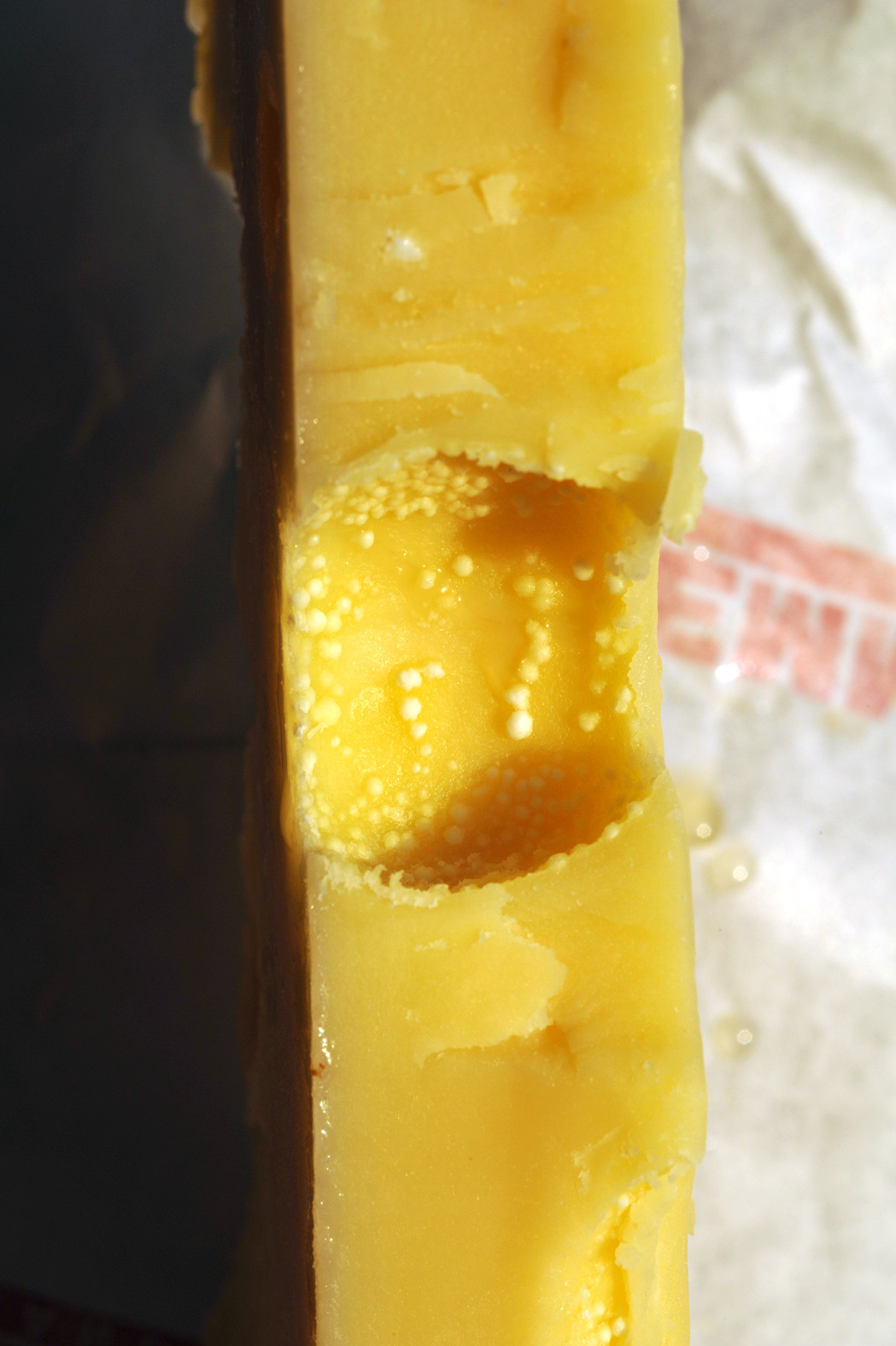
Zweieinhalbjähriger Emmentaler mit typischen Salzkristallen

- Emmentaler AOP bzw. Emmentaler Switzerland sind geschützte Begriffe und bezeichnen das Original.[6] Dieser Typ ist mindestens 4 Monate und somit länger gereift und auch aus würzigerer Rohmilch, sodass er je nach Reifezeit wesentlich kräftiger und schärfer schmeckt als Imitate. Ihn gibt es in verschiedenen Reifegraden, höhlengereift und auch aus garantiertem Biologischen Anbau. Nur mit Rohmilch, Wasser, Speisesalz, Lab und ausgewählten Bakterienkulturen, ohne Zusatzstoffe, Konservierungsmittel oder GVO, wird Emmentaler AOP nach wie vor handwerklich und nach traditioneller Art in Dorfkäsereien hergestellt. Emmentaler AOP ist auf einer Laibseite mit der Käsereimarke versehen, die in einem patentierten Verfahren bereits während der Produktion aufgebracht wird und dann fälschungssicher mit der Rinde verwächst. Die Käsereimarke zeigt mehrere hundert Mal das Markenzeichen „Emmentaler AOP“ und die Betriebszulassungsnummer der Käserei, die den Laib hergestellt hat. So kann der Emmentaler AOP auch in geschnittener Form und vom Konsumenten bis zum Dorfkäser zurückverfolgt werden (Verzeichnis der Schweizer Emmentaler AOP-Käsereien, siehe Weblinks).
- Emmentaler Surchoix wird mindestens 4 Monate gereift, ist körniger in seiner Konsistenz und kräftiger im Aroma.
- Emmentaler Switzerland Premier Cru reift mindestens 14 Monate in einem feuchten (Höhlen-)Keller und war der erste Schweizer Käse, der bei den Käse-Weltmeisterschaften in Wisconsin (2006) den Titel Bester Käse der Welt gewann, wofür er mit einem Platz im Historischen Museum in Bern geehrt wurde.
- Spezial-Reifungen sind in lokalen Käsereien und Spezialitätenläden in der Schweiz, vor allem im Emmental, erhältlich. Hierbei handelt es sich um verschiedene Emmentaler-AOP-Sorten, die sich durch spezielle Affinage (Reifung/Pflege) und Lagerdauer unterscheiden.

### Frankreich
- Emmental français est-central
- Emmental de Savoie

### Deutschland

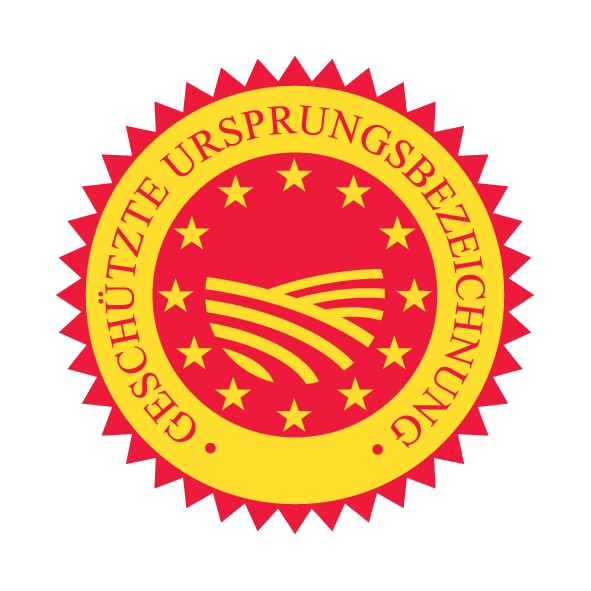
EU-Gemeinschaftszeichen Geschützte Ursprungsbezeichnung

- Allgäuer Emmentaler heisst ein kürzer (mindestens 3 Monate) gereifter und daher milderer, nussigerer Typ mit geschützter Ursprungsbezeichnung, der seit dem 19. Jahrhundert im Allgäu gekäst wird.[7] Er wurde durch den Schweizer Käsermeister Johann Althaus im Allgäu eingeführt. Er darf heute in den Landkreisen Lindau (Bodensee), Oberallgäu, Ostallgäu, Unterallgäu, Ravensburg und Bodenseekreis sowie den Städten Kaufbeuren, Kempten und Memmingen produziert werden.[8]
- Hartkäse nach Emmentaler-Art (früher «Viereck-Hartkäse») ist die in Deutschland für Käse mit typischer Lochbildung aus pasteurisierter Milch vorgeschriebene Bezeichnung. In Deutschland verkauft man die Käse aus pasteurisierter Milch meist in Verbindung mit einem Markennamen des Herstellers. Dieser Käse ist oft foliengereift und ohne Rinde. Er kommt vorverpackt in rechteckigen Blöcken oder bereits in Scheiben aufgeschnitten in den Handel. Durch Folienreifung fallen einige Schritte in der Produktion weg, die Blöcke benötigen weniger Platz und lassen sich wesentlich einfacher maschinell weiterverarbeiten und transportieren, wodurch dieses Produkt preisgünstiger angeboten werden kann.

### Österreich
Höhlentaler ist eine feinwürzige Variante aus Österreich, deren Rinde mit Steinmehl bestäubt wird.

### Türkei
Sepet Peyniri aus der türkischen Stadt Balıkesir und ihrer Umgebung ist eine Art türkischer Emmentaler mit den typischen Löchern und auch dem typischen mild-nussigen Geschmack. Die Farbe ist im Vergleich zum in der Schweiz oder Deutschland hergestellten Emmentaler eher hell-beige.

### Ungarn
Pannónia nennt man seit 1981 nicht mehr «Emmental». Zuvor war der Käse seit 1908 unter dem Namen Ementáli sajt verkauft worden. Pannónia reift nur für 8–10 Wochen. Er ist gelber und hat grössere Löcher als der AOP-Emmentaler.

### Dänemark
Der dänische Emmentaler heißt seit 1952 nach der Insel Samsø Samsø-ost, d. h. Samsø-Käse.